# 満洲義軍

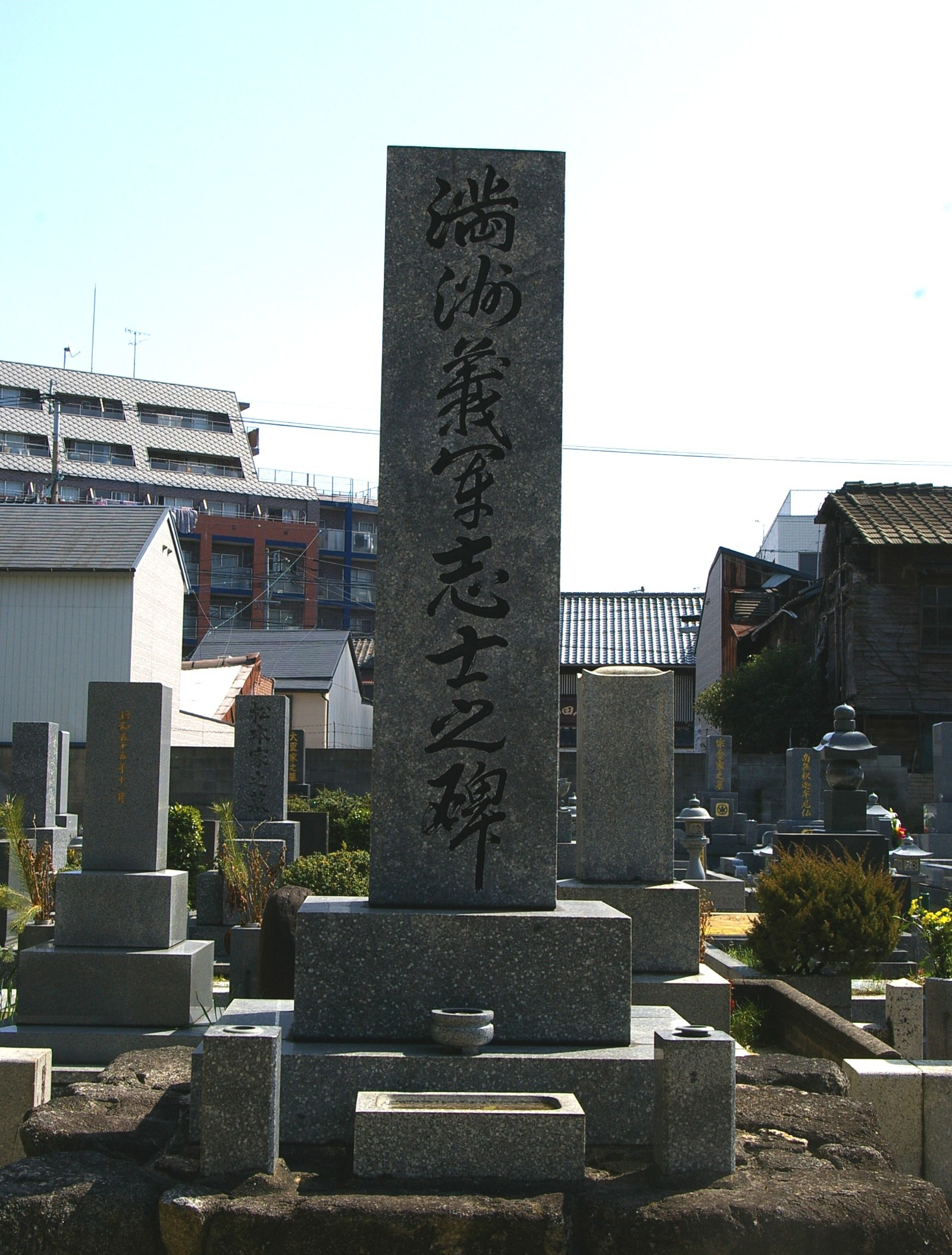
滿洲義軍志士之碑
福岡市崇福寺

満洲義軍（まんしゅうぎぐん）は、日露戦争中の1904年、ロシア軍の後方攪乱・兵站破壊を任務として満洲の馬賊を集めて創設された特別任務隊である。トップに立ったのは、「花大人（ホアターレン）」として知られた花田仲之助少佐である。彼は、戦争前から、ウラジオストクの西本願寺において僧に化け、「諜報」活動に従事していた。

## 概要
日露戦争が始まると満洲義軍は、同じく馬賊を編成した「遼西特別任務班」と共に大陸の各地で鉄道の破壊や、物資の略奪を行い、ある程度の成果を挙げた。ロシア軍の後方で活動する満洲義軍がロシア軍の将兵に与えた心理的ダメージは計り知れない。これらの部隊の総指揮を行ったのは、日本陸軍の情報将校の先駆けで現地満洲軍の高級参謀だった福島安正である。実際のところ、満洲義軍については、研究がほとんど存在しない。何故ならば、この組織は国際法に抵触する秘匿されたものであり、当時の公式の戦史に記述が存在しないからである。（但し、蜷川新著「黒木軍ト戦時国際法」には付言としてではあるが、言及されており必ずしも「秘匿されていた」とは言い難い。）
福岡市崇福寺内の玄洋社墓地に「満洲義軍義士之碑」がある。

## 文献
旧日本軍の文書、とりわけ諜報活動に関するものは太平洋戦争の敗戦の折、GHQの手に渡るのを恐れその多くが焼却処分されたため、ほとんど現存していない。しかし、2006年9月1日付毎日新聞（全国版）に日露戦争の諜報史料発見の記事が掲載された。この史料の中には、満洲義軍に関する情報も多く含まれる。この史料は「発信原稿」と呼ばれ、当時の極秘電文の元原稿を月日順に綴ったものである。個人蔵であるため、まだその全容を閲覧する事は出来ないが、詳しい内容は2006年9月刊行の『軍事史学』（第42巻2号・錦正社）に掲載された「日露戦争と戦場の諜報戦」を参照のこと。
なお、山名正二著『日露戦争秘史・満洲義軍』（月刊満洲社東京出版部、一九四二年）は、満洲義軍の関係者に取材して記された好資料である。また、谷寿夫著（『機密日露戦史』〈明治百年史叢書 第三巻〉原書房、一九六六年）にも、記述はある。